# Поклоновское сельское поселение
Покло́новское се́льское поселе́ние — муниципальное образование (сельское поселение) в составе Алексеевского района Волгоградской области.
Административный центр — хутор Поклоновский.
Глава Алексеевского сельского поселения — Данилов Сергей Алексеевич.

## География
Поселение расположено на севере Алексеевского района.
Граничит:
- на северо-западе — с Урюпинским районом
- на северо-востоке — с Новоаннинским районом
- на западе — с Большебабинским сельским поселением
- на юге — со Стеженским сельским поселением
- на западе — с Самолшинским сельским поселением

По территории поселения протекает река Бузулук.

## Население
| 2010 | 2012 | 2013 | 2014 | 2015 | 2016 | 2017 |
| ---- | ---- | ---- | ---- | ---- | ---- | ---- |
| 677  | ↘662 | ↘648 | ↘633 | ↘619 | ↘611 | ↘606 |
| 2018 | 2019 | 2020 | 2021 |      |      |      |
| ↘587 | ↘582 | ↘561 | ↘543 |      |      |      |

## Административное деление
Код ОКАТО — 18 202 820 000
Код ОКТМО — 18 602 420
На территории поселения находятся 5 хуторов.
| Название     | ОКАТО          | Тип населённого пункта        | Население, чел. |
| ------------ | -------------- | ----------------------------- | --------------- |
| Поклоновский | 18 202 820 001 | хутор, административный центр | 406             |
| Гореловский  | 18 202 820 002 | хутор                         | 0               |
| Иголинский   | 18 202 820 003 | хутор                         | 0               |
| Исакиевский  | 18 202 820 004 | хутор                         | 271             |
| Лукьяновский | 18 202 820 005 | хутор                         | 0               |

## Власть
В соответствии с Законом Волгоградской области от 18 ноября 2005 г. N 1120-ОД «Об установлении наименований органов местного самоуправления в Волгоградской области», в Поклоновском сельском поселении установлена следующая система и наименования органов местного самоуправления:
- Дума Поклоновского сельского поселения (11 октября 2009 года избран второй созыв)
численность (первого созыва) — 8 депутатов[16]
избирательная система — мажоритарная, один многомандатный избирательный округ.
- Глава Поклоновского сельского поселения — Данилов Сергей Алексеевич (избран 11 октября 2009 года)[3]
- Администрация Поклоновского сельского поселения